# IOS 7
iOS 7是美國蘋果公司旗下行動作業系統iOS的第七個主要版本，取代前代作業系統iOS 6。iOS 7於2013年6月的WWDC大會中首次公布，並於同年9月18日正式推出。繼任者為2014年9月17日推出的iOS 8。
在蘋果設計高級副總裁乔纳森·艾维的主導下，iOS 7採用了全新的的視覺設計，整體風格由iOS 6以前的擬物風格改為扁平化風格，並對使用者介面進行全面的改造，包括字體更加纖細精緻、過場動畫更加平順流暢、應用程式的圖示更加清晰銳利等。另外，iOS 7也新增了許多新功能：控制中心，使用戶能夠快捷開啟無線網路、藍牙、相機及計算機等常用功能及調整螢幕亮度、播放或暫停音樂等；AirDrop隔空投放技術，能使裝置在沒有網路連線的情況下，以藍牙快速傳遞檔案；CarPlay產業標準，使用戶可透過汽車車載系統操控iOS裝置；多工處理功能也有所改良，介面獲得更新，並能夠在背景自動整理應用程式；語音助理Siri功能加強，並改以波動表達互動感。
在iOS 7正式版推出後一天內，整體安裝率即達到35%，一周內即有超過2億部裝置安裝iOS 7，是歷年來最快的一次。

## 歷史

### 公開與發佈
iOS 7於2013年6月11日的WWDC大會中首次公開，測試版本隨後即向開發者釋出。
2013年9月18日，iOS 7正式推出。

### 主要更新

#### 7.0.1
iOS 7.0.1於2013年9月20日發布。此更新為iPhone 5s修正了Touch ID指紋辨識器的漏洞。

#### 7.0.2
iOS 7.0.2於2013年9月26日發布。此更新修正了能略過鎖定畫面密碼，直接進入主畫面的問題。

#### 7.0.3
iOS 7.0.3於2013年10月23日發布。此更新首度支援iCloud鑰匙圈 ，能儲存裝置上登入的所有帳號、密碼；「密碼產生器」功能，讓Safari建議獨有且難以猜測的密碼；重新加回了從Spotlight搜尋中直接搜尋網頁和維基百科的功能；更新了鎖定畫面，使用戶在使用Touch ID時延遲顯示「滑動來解鎖」的時間；修正了部分使用者無法傳送iMessage、加速度計校正不穩及VoiceOver輸入過度敏感等問題。

#### 7.0.4
iOS 7.0.4於2013年10月14日發布。此更新修正了FaceTime通話失敗的問題。

#### 7.0.5
iOS 7.0.5於2014年1月29日發布。此更新修正了在中國販售的部分iPhone 5s和iPhone 5c的網路佈建問題。

#### 7.0.6
iOS 7.0.6於2014年2月21日發布。此更新修正了關於SSL連線驗證的問題。

#### 7.1
iOS 7.1於2014年3月10日發布。此更新調整了使用者介面，大量以圖示取代文字；引入了CarPlay產業標準，使用戶可透過汽車車載系統操控iOS裝置；iTunes Radio音樂串流服務，使用戶可以免費聆聽來自全世界的電台；於設定「輔助使用」選單內新增顯示按鈕形狀、加深應用程式顏色和減少白點的選項；修正了主畫面當機的問題，並改進了Touch ID指紋辨識技術。

#### 7.1.1
iOS 7.1.1於2014年4月22日發布。此更新進一步改進了Touch ID指紋辨識技術，並修正了一些問題。

#### 7.1.2
iOS 7.1.2於2014年6月30日發布。此更新提升了蘋果自有定位服務iBeacon的穩定度。此更新是iOS 7的最終版本。

## 系統新增功能

### 使用者介面
在蘋果設計高級副總裁強納生·艾夫的主導下，iOS 7採用了全新的的視覺設計，整體風格由iOS 6以前的擬物風格改為扁平化風格，並對使用者介面進行全面的改造，包括字體更加纖細精緻、過場動畫更加平順流暢、應用程式的圖示更加清晰銳利等。據強納生表示：「恆久深刻的美，呈現在簡潔、清晰、效率之上。真正的簡潔不是只除去一切雜亂及裝飾，而是要為複雜性帶來秩序。iOS 7 明確地呈現這些目標。它有著全新的架構，以協調一致的方式橫跨整個系統的應用。」

### AirDrop
AirDrop檔案傳輸功能於Mac OS X Lion中出現，並於iOS 7首次引入iOS中。用戶可在控制中心或分享選單中點選AirDrop功能，透過Wi-Fi直连技術將照片、影片等檔案與附近的iOS裝置用户共享。由於硬體機能因素，AirDrop功能只能在iPhone 5、第五代iPod touch、第四代iPad、第一代iPad mini及更新机型上使用。

### 控制中心
iOS 7首次引入控制中心功能，用户可在任何情況下，從螢幕畫面底部向上滑動手指以開啟控制中心介面。控制中心提供了常用的系統功能調整與開關，包括飛航模式、Wi-Fi、藍牙、勿扰模式及锁定屏幕旋转等。此外，也可以調整螢幕亮度、播放或暫停音樂、控制手電筒、開啓计时器、计算器和相機。需要注意的是，置於控制中心的快捷鍵可能會因為機型的不同而有所變化。

### 通知中心
在iOS 7中，通知中心的介面經過重新設計，由原本的一體化改為三標籤頁風格。新版通知中心分為今天、全部通知和未讀通知三種類別，用户可透過左右滑動切換分類。新加入的「今天」標籤能提供天氣預報和行事曆通知，統整今日大小事。另外，通知現在也會出現在鎖定畫面上，讓用戶在鎖定畫面就能看見所有通知。

### 
iOS 7引入了背景應用程式自動整理功能，能夠自動依據手機的電力和網路狀況更新背景應用程式，不需再透過開啓應用程式來手動更新內容。此外，多工處理介面也獲得更新，加入了預覽功能。

### CarPlay
CarPlay（原名iOS in the Car，即車用版iOS）功能首次於iOS 7.1更新引入，使用戶可透過汽車車載系統使用iOS裝置的各項功能，包括播放音樂、接收與傳送簡訊及定位導航等。此功能只支援使用Lightning接頭的裝置。

### Siri
Siri的介面全面更新，新增過場動畫，並改以音波的流動表示Siri正在傾聽用戶說話。除了新的介面外，Siri也更換了其使用的聲音，並可選擇使用女性和男性的聲音。此外，Siri亦新增了控制系統設定的功能，例如開關藍牙、Wi-Fi或調整螢幕亮度等。Bing成為Siri的預設搜尋引擎，同時推特及維基百科也整合至Siri中。

### 其它功能
在iOS 7中，Spotlight搜尋現在也可以於主畫面時，藉由從螢幕偏上方處向下拉存取。
iOS 7首次引進「視角」桌布功能，當選用視角功能時，應用程式圖示會隨裝置傾斜角度而移動，製造圖示浮在桌布上的錯覺。
在iOS 7中，新安裝或更新之後仍未開啟的應用程式名稱旁邊，現在會出現小藍點以供識別。
在iOS 7中，資料夾功能得到了擴充，引入與主畫面相似的分頁機制，使一個資料夾能容納的程式數量遽增至135個。
iOS 7新增電話阻擋功能，能可阻止特定人士的聯繫，範圍包括電話、FaceTime與訊息應用程式。

## 應用程式新增功能

### App Store
在iOS 7中，應用程式商店App Store獲得許多重大更新，包括介面的重新設計；自動更新應用程式功能的引入；新加入的「附近」標籤，能自動依據用戶所在地推薦應用程式；下載舊版應用程式功能，能在系統不支援最新版本應用程式時，自動選擇最新的相容版本下載。

### Safari
在iOS 7中，內建瀏覽器Safari獲得許多重大更新。搜尋欄與網址欄整合為智慧搜尋欄；網址列和工具列在瀏覽頁面時將自動隱藏；新增了翻頁手勢，用户可從畫面邊緣滑動來前後翻頁。此外，還新增了不留下追蹤紀錄的隱私瀏覽模式和翻頁效果的標籤頁瀏覽模式。

### 相機與相片
iOS 7於相機應用程式內新增「正方形」模式，能拍攝與社群媒體Instagram相似的相片，並加入了多種濾鏡；「連拍」模式，按住拍攝按鈕，就能以每秒10張的速率拍攝相片；iPhone 5s專用的「慢動作」模式，能以每秒120格的高幀率錄製影片，並可以在相片應用程式編輯慢動作的起迄點；其它更新包括重新設計的介面、在錄影過程中可以使用手指縮放變焦等。
相片應用程式則經過重新設計，改為「相片」、「分享」及「相簿」等三標籤頁形式；相片除了以「時間」排序，還可以「年份」、「選集」或新加入的「時刻」模式排序。在「時刻」分類中，相片將會依照拍攝時間與地點歸類為不同的「時刻」。相片串流功能現在正式支援影片的分享，共享相片串流相簿中首次支援讓其它的用户上傳相片或影片檔案。此外，相片應用程式還新增了AirDrop分享選項。

### 音樂
iOS 7中的音樂應用程式整合了iTunes Radio功能。iTunes Radio是一個免費音樂串流服務，用户可以從內建的電台中選擇，或是以歌手、歌曲或專輯來建立自訂的電台。iTunes Radio中將會穿插廣告，但iTunes Match服務用戶將可以在無廣告的環境下使用。2016年，iTunes Radio正式由Apple Music取代。

### 地圖
蘋果地圖現在支援步驟式導航。蘋果地圖的介面也獲得更新，新增了全螢幕模式，啟用全螢幕模式時導覽列及搜尋欄皆會自動隱藏；夜晚模式，於日落後自動啟用。此外，現在在地圖內還新增了語音助理Siri的音量調整選項，以免Siri的聲音蓋過導航指示。

### 天氣
在iOS 7中，天氣應用程式獲得全新視覺設計，背景動畫化，以表示現在的天氣情況；應用程式圖示也經過更新。

### Find My iPhone
在iOS 7中，如果用户開啓了Find My iPhone功能，將需要輸入iCloud帳號與密碼才能關閉或清除手機資料。

## 支援裝置
由於硬體限制，iPhone 3GS及第四代iPod touch無法升級至iOS 7。
| - iPhone 4 （此iOS版本為最後一個支援此裝置的版本） - iPhone 4s - iPhone 5 - iPhone 5c - iPhone 5s | - IPod touch (第五代) | - iPad 2 - iPad (第三代) - iPad (第四代) - iPad Air (第一代) - iPad mini (第一代) - iPad mini 2 |  |

## 外部連結
- 官方网站（繁體中文）